# أزرق المنقار الغربي
أزرق المنقار الغربي هو نوع شائع من العصافير شمعية المنقار الموجودة في إفريقيا. يقدر مدى ظهورها العالمي بـ 1900000 كم2.
توجد هذه الطيور في أنغولا وبنين والكاميرون وجمهورية إفريقيا الوسطى وجمهورية الكونغو وجمهورية الكونغو الديمقراطية وساحل العاج وغينيا الاستوائية والغابون وغامبيا وغانا وغينيا وغينيا بيساو وليبيريا ومالي ونيجيريا والسنغال وسيراليون وتوغو. صنف الاتحاد الدولي لحفظ الطبيعة هذا النوع على أنه غير مهدد.
ذكور هذا النوع لديها مناقير زرقاء عند طرفها لون أحمر، وأجنحة حمراء من الذقن إلى الصدر. لديهم أيضاً حلقة عين زرقاء مبيضة مميزة. الإناث لديها مناقير زرقاء مع عدم وجود الكثير من اللون الأحمر عند طرفها، ولون الوجه إما أسود أو أحمر مغسول أو كستنائي.